# Pileostegia viburnoides
Pileostegia viburnoides är en hortensiaväxtart som beskrevs av Joseph Dalton Hooker och Thomson. Pileostegia viburnoides ingår i släktet Pileostegia och familjen hortensiaväxter. Utöver nominatformen finns också underarten P. v. glabrescens.

## Bildgalleri

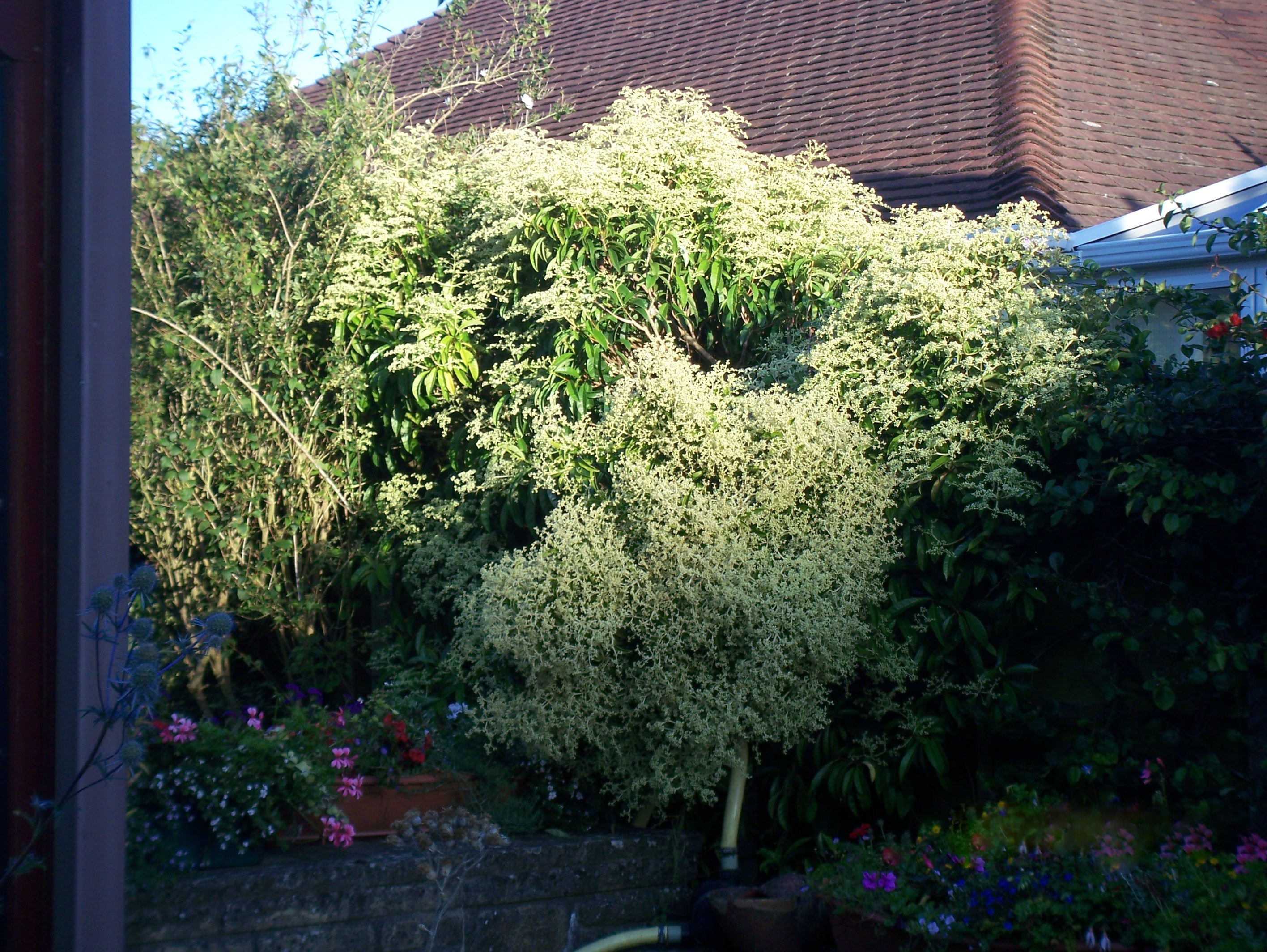
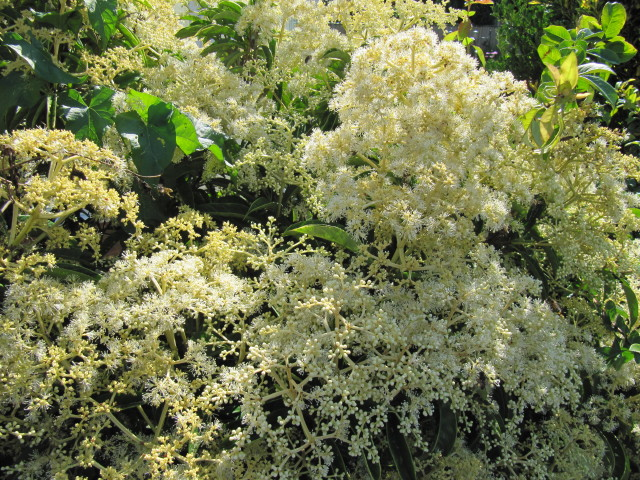
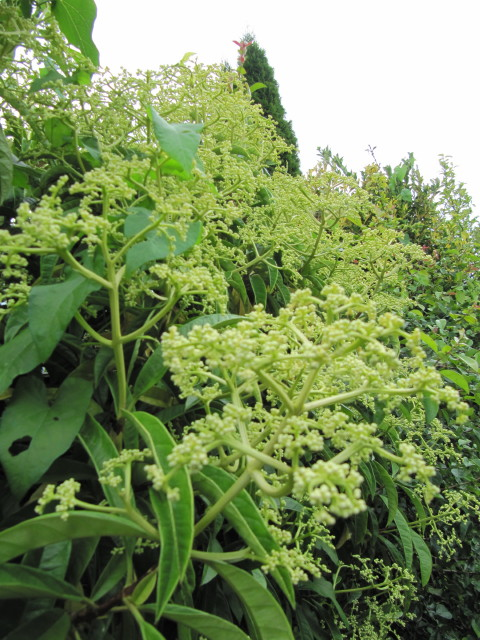
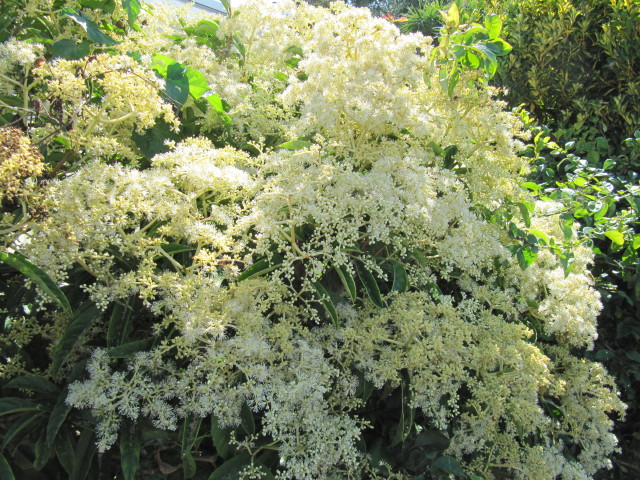
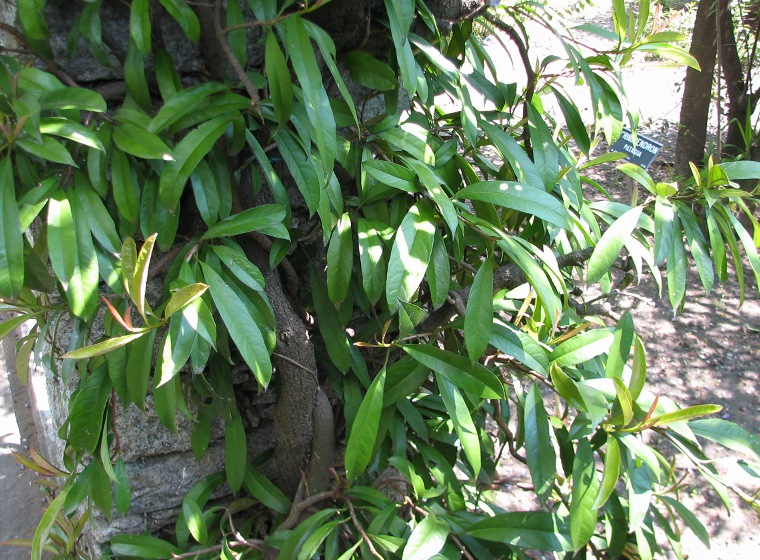